# +α/あるふぁきゅん。
+α/あるふぁきゅん。（あるふぁきゅん）は日本の女性歌手である。2013年からニコニコ動画で歌い手として活動し、2014年にメジャーデビューした。

## 来歴
- 2013年
  - ニコニコ動画に歌ってみたの動画投稿を開始。
  - 6月28日に投稿されたLinked Horizonの紅蓮の弓矢のカバー動画がニコニコ動画ランキングで総合チャート1位を獲得。
- 2014年9月10日にデビューアルバム『+α/』をビクターエンタテインメントよりリリースしメジャーデビュー。
- 2016年1月27日、2ndアルバム『αβ叫喚』をリリースし、オリコンウィークリーランキング30位を獲得。[1]
- 2017年5月24日、3rdアルバム『ALMATIC.』をリリースし、オリコンウィークリーランキング33位を獲得。[1]
- 2018年8月15日、4thアルバム『rootage/α』をリリースし、オリコンウィークリーランキング23位を獲得。[1]
- 2023年6月30日、公式サイト及びファンクラブが閉鎖。

## ディスコグラフィ

### シングル
| 枚  | 発売日        | タイトル                                            | 最高順位 |
| --- | ------------- | --------------------------------------------------- | -------- |
| 1st | 2017年2月8日  | Our sympathy                                        | 51位     |
| 2nd | 2020年2月19日 | 運命のラプソディー／イマジナリー・ラブ／Break Karma | 87位     |

### 配信限定シングル
| 発売日        | タイトル                                        |
| ------------- | ----------------------------------------------- |
| 2019年10月4日 | Break Karma(Short ver.)                         |
| 2020年1月5日  | イマジナリー・ラブ(TVSize)                      |
| 2020年7月15日 | 千本桜/霖と五線譜 / +α/あるふぁきゅん。, marasy |
| 2022年6月1日  | 恍惚に病む。(feat. たかやん)                    |
| 2023年5月22日 | ミッドナイト                                    |
| 2023年6月22日 | kiss me                                         |

### アルバム
| 枚  | 発売日         | タイトル                              | 最高順位 |
| --- | -------------- | ------------------------------------- | -------- |
| 1st | 2014年12月17日 | +α/                                   | 30位     |
| 2nd | 2016年1月27日  | αβ叫喚                                | 33位     |
| 3rd | 2017年5月24日  | ALMATIC.                              | 48位     |
| 4th | 2018年8月15日  | rootage/α                             | 23位     |
| 5th | 2022年6月22日  | #わたし以外、全員、幸せそうに見える。 | 83位     |

### タイアップ
| 楽曲                                  | タイアップ                                                            | 時期   |
| ------------------------------------- | --------------------------------------------------------------------- | ------ |
| calling                               | WEB小説「アンダンテ」第一楽章テーマソング                             | 2016年 |
| トロイメライ                          | WEB小説「アンダンテ」第五楽章テーマソング                             | 2017年 |
| ENDLESS“I”                            | TBSテレビ系「CDTV」5月度エンディングテーマ                            | 2017年 |
| Our sympathy                          | MXTV他アニメ「エルドライブ【elDLIVE】」オープニングテーマ             | 2017年 |
| 妖怪ずんだらダンス ようかい早口ことば | Nintendo Switchソフト「妖怪ウォッチ4 ぼくらは同じ空を見上げている」PV | 2019年 |
| Break Karma                           | 映画 「ダウト〜嘘つきオトコは誰?〜」主題歌                            | 2019年 |
| Y学園へ行こう 青春ロック編            | テレビアニメ「妖怪学園Y 〜Nとの遭遇〜」エンディングテーマ             | 2020年 |
| イマジナリー・ラブ                    | テレビアニメ「八十亀ちゃんかんさつにっき 2さつめ」主題歌              | 2020年 |
| 運命のラプソディー                    | テレビアニメ「異常生物見聞録」オープニングテーマ                      | 2020年 |

### 参加作品
- Neru『マイネームイズラヴソング』（NBCUniversal、2015年9月30日、GNCL-1258）
  - 「東京テディベア」
- +α/あるふぁきゅん。×まらしぃ『千本桜/霖と五線譜』（FABTONE、2020年7月15日、配信限定）
  - 「千本桜」
  - 「霖と五線譜」

- れるりり『羞恥心に殺される』（ランティス、2020年8月26日、LACA-9749～9750）
  - 「僕がモンスターになった日」

- マーティ・フリードマン『TOKYO JUKEBOX 3』(Avex trax、2020年10月21日、AVCD-96526)
  - 「The Perfect World」

## ライブ

### 主なライブ
- 2015年08月20日 - EXIT TUNES ACADEMY日本武道館2015
- 2015年10月11日 - ウタカツ!ミーティング -volume 001-
- 2016年01月24日 - ウタカツ!ミーティング -volume002- スクールディスコ
- 2016年03月05日〜04月17日 - EXIT TUNES ACADEMIY HALL TOUR 2016
- 2016年03月28日 - i-STAR FESTIVAL
- 2018年05月13日～07月28日 - 全国6都市 AlbumTour2018「Born⇄Rootage」全6公演（岡山・福岡・仙台・大阪・名古屋・東京）[4]
- 2019年08月04日 - +α/あるふぁきゅん。ONE-MAN LIVE-SA.NA.GI-（代官山UNIT）
- 2019年11月24日、12月01日 - ＋α/あるふぁきゅん。ONE-MAN LIVE -羽化-（11/24 東京/新宿ReNY、12/01 大阪/阿倍野ROCKTOWN）
- 2020年05月23日(延期→中止) - +α/あるふぁきゅん。 Acoustic ONE-MAN LIVE +ありのまま、裂ける。（恵比寿 The Garden Room）※新型コロナウイルス感染拡大防止の為10月25日に延期→中止
- ニコニコ生放送での無観客配信ライブ
  - 2020年06月10日 - 響け。～Piano+α～（無料配信 ピアノ:菊池亮太）
  - 2020年08月13日 - 響け。～Grand Piano+α～（開始30分は無料、以後2,000ニコニコポイント ピアノ:菊池亮太）
  - 2020年12月21日 - ＋α／あるふぁきゅん。Birthday Live 2020（開始2曲目までは無料、以後3,000ニコニコポイント ピアノ:菊池亮太 ベース:okamu.）

## 出演

### 声優
- スマートフォン用ゲーム「VENUS PROJECT DREAM BEAT」（アルファ）
- アニメ「VENUS PROJECT -CLIMAX-」（AI）
- テレビアニメ「八十亀ちゃんかんさつにっき 2さつめ」（第8話 "おことわり"ナレーション）